# 埃施河 (锡德河支流)
52°40′32″N 8°55′08″E / 52.675505°N 8.91896°E

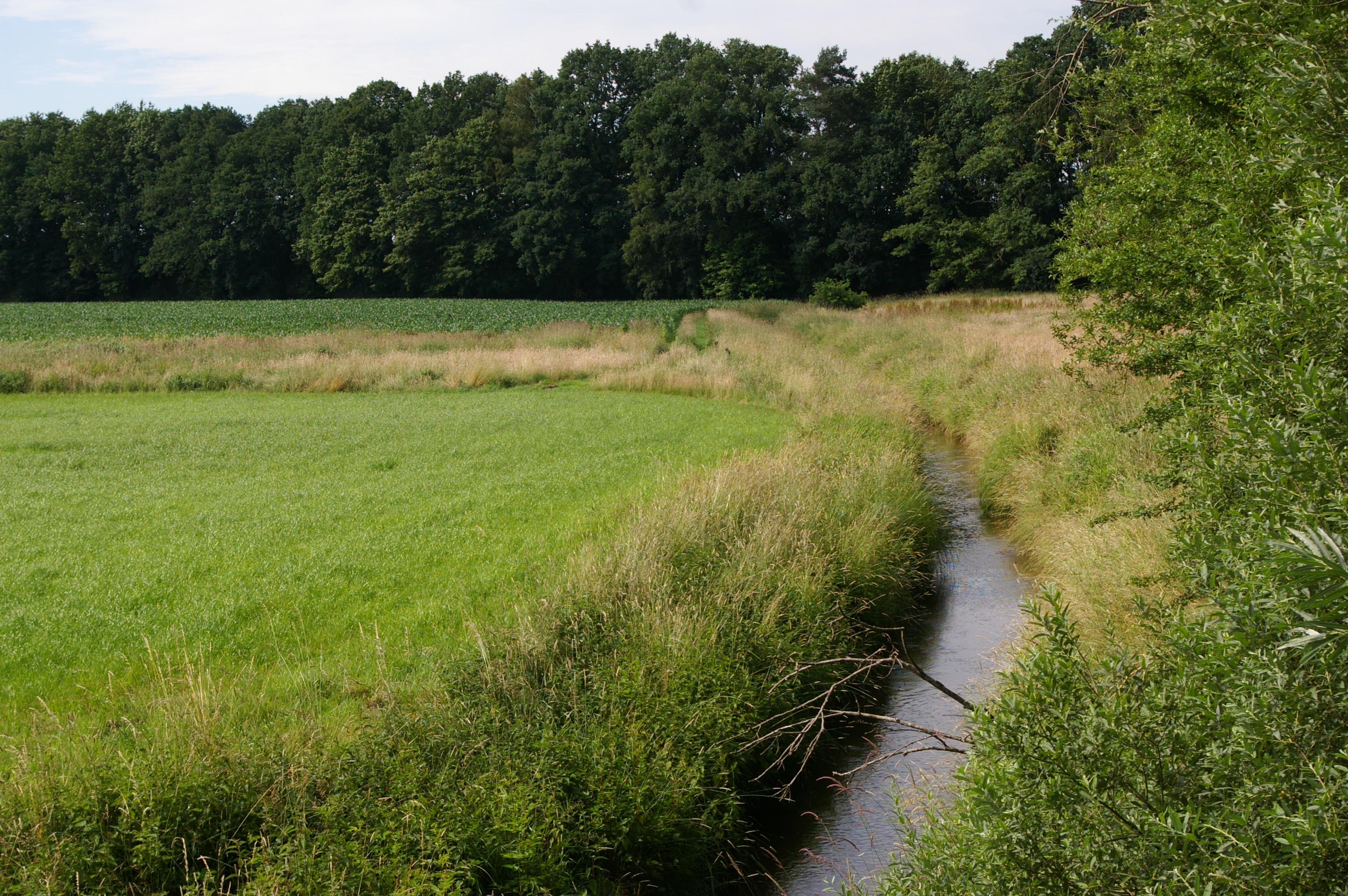
埃施巴赫河

埃施河（德語：Eschbach，發音：[ˈɛʃbax]）是德國下薩克森州的河流，位於該國西北部，屬於錫德河的右支流，河道全長13公里，發源自阿芬豪森以南。